# Hack/Slash
Hack/Slash (англ. Рубить/резать) — ежемесячная серия комиксов, издаваемая Devil's Due Publishing, а затем Image Comics.
Серия была создана писателем Тимом Сили, после выпусков нескольких одиночных комиксов о девушке Кэсси Хак, которая борется с монстрами-маньяками.

## История создания
Серия началась в 2004 году с одиночного комикса Hack/Slash, написанный Тимом Сили и нарисованный Стефано Казелли. После этот выпуск получил название Euthanized.
В том же году вышел комикс Girls Gone Dead, нарисованный Федерикой Манфреди, а в следующем году вышел ещё один одиночный выпуск — Comic Book Carnage, и первый кроссовер — The Final Revenge of Evil Ernie (художник Аади Салман), герои серии, Кэсси и Влад, столкнулись с Злым Эрни, персонажем издательства Chaos! Comics. Все вышедшие ван-шоты в том же году были выпущены под одной обложкой в коллекционном томе First Cut.
В 2006 году вышли минисерия Land of Lost Toys, нарисованная Дэйвом Крослендом, и сборник рассказов Trailers, художниками которых стали Стефано Каселли, Майк Нортон, Скотти Янг, и Джош Медорс.
В том же году повторно вышел Euthanized по сниженной цене в ¢25, очередной одиночный выпуск Slice Hard, художниками выступили Марк Энглерта, Нэйт Беллгэйрд, Энди Кун и Джо Ларджент, и кроссовер Hack/Slash Vs. Chucky, с рисунком Мэтта Мэроффа.
В 2007 году в рамках дня бесплатных комиксов короткая история-приквел Slice Hard вышла под одной обложкой с выпуском комиксов о «Гриффинах».
В мае 2007 года начался выпуск постоянной серии Hack/Slash.
В 2008 году вышли два кроссовера: с Гербертом Уэстом из серии фильмов ужасов «Реаниматор», снятой по одноимённому рассказу Говарда Лавкрафта, и Suicide Girls, эротическим интернет-журналом.
Начиная с сентября 2011 года серия Hack/Slash стала доступна через цифровой сервис Devil's Due Digital.

## Сюжет
Молодая девушка Кассандра «Кэсси» Хак с непростой судьбой путешествует по США и сражается с разной нечистью, в основном, со «слэшерами» — людьми, которые умерли с сильным чувством ненависти и вернулись к жизни, чтобы убивать невинных людей. Её единственный спутник и постоянный помощник — Влад, мускулистый гигант в противогазе и с двумя огромными тесаками, который почти ничего не знает об окружающем мире.

## Коллекционные издания
| Название                 | Состав коллекции | ISBN                                  | Дата релиза                      |
| ------------------------ | --- | ------------------------------------- | -------------------------------- |
| Первый Дубль             | Hack/Slash: Euthanized Hack/Slash: Girls Gone Dead Hack/Slash: Comic Book Carnage | ISBN 1-932796-42-8 ISBN 1-932796-87-8 | Октябрь 12, 2005 Январь 31, 2007 |
| Смерть: Продолжение      | Hack/Slash: The Land of Lost Toys #1–3 Hack/Slash: Trailers Hack/Slash: Slice Hard Prequel Hack/Slash: Slice Hard | ISBN 1-932796-75-4                    | Апрель 11, 2007                  |
| Пятница 31-е             | Hack/Slash Vs. Chucky Hack/Slash #1–4 | ISBN 1-934692-00-X                    | Октябрь 15, 2007                 |
| Возвращение Мести        | Hack/Slash #5–10 | ISBN 1-934692-18-2                    | Июнь 29, 2008                    |
| Игры Реаниматора         | Hack/Slash #11 non-crossover parts of Hack/Slash #12–13 Hack/Slash #14–17 Hack/Slash Annual | ISBN 1-934692-44-1                    | Март 18, 2009                    |
| Месть и Любовь           | Hack/Slash #18-23 Hack/Slash: Entry Wound | ISBN 1-934692-68-9                    | Июль 29, 2009                    |
| Новая Кровь, Старая Рана | Hack/Slash #24-28 Vlad and Cassie vs. Bloody Mary | ISBN 1-934692-83-2                    | Январь 27, 2010                  |
| Супер Друг Устроил Резню | Hack/Slash #29-32 Hackoween | ISBN 1-60706-291-7                    | Сентябрь, 2010                   |
| Мой Первый Маньяк        | Hack/Slash:My First Maniac #1-4 | ISBN 1-60706-338-7                    | Январь 5, 2011                   |
| Склонный к Пытке         | Hack/Slash Annual #2 Hack/Slash Vol. 2 #1-4 | ISBN 1-60706-409-X                    | Сентябрь 14, 2011                |
| Мертвые Знаменитости     | Hack/Slash Vol.2 #5-8 Hack/Slash Annual 3: HATCHET/SLASH | ISBN 1-60706-508-8                    | Февраль 1, 2012                  |
| Все                      | Hack/Slash: Euthanized Hack/Slash: Girls Gone Dead Hack/Slash: Comic Book Carnage Hack/Slash Vs. Evil Ernie Hack/Slash: The Land of Lost Toys #1–3 Hack/Slash: Trailers Hack/Slash: Slashing Through the Snow (previously unpublished) Hack/Slash: Slice Hard Prequel Hack/Slash: Slice Hard Hack/Slash Vs. Chucky | ISBN 1-934692-08-5                    | Январь 1, 2008                   |
| Все: Часть 2             | Hack/Slash #1–11 non-crossover parts of Hack/Slash #12–13 Hack/Slash #14–17 Hack/Slash Annual | ISBN 1-934692-57-3                    | Апрель 22, 2009                  |
| Все: Часть 3             | Hack/Slash #18-32 Hack/Slash: Entry Wound HACKoween Living Corpse Annual | ISBN 1-60706-275-5                    | Декабрь 28, 2010                 |
| Все: Часть 4             | Hack/Slash Vol.2 #1-11 Hack/Slash: Annuals 2-3 ZOMBIES VS. CHEERLEADERS 2011 Holiday Special | ISBN 1-60706-526-6                    | Май 22, 2012                     |
| Все: Часть 5             | Hack/Slash Vol.2 #12-25 HACK/SLASH vs. MERCY SPARX | ISBN 1-60706-741-2                    | Май, 2013                        |

## Связанная продукция

### Спектакль
Комикс был адаптирован в спектакль Hack/Slash: Stage Fright, основанный на Euthanized and Girls Gone Dead. В спектакле симулируется изображение страницы комикса.

### Suicide Girls
У Кэсси Хак есть свой профиль на сайте Suicide Girls.